# فلیکسباس
فلیکسباس (انگلیسی: Flixbus) شرکت ترابری آلمانی است، که در سال ۲۰۱۱ تأسیس شد.